# Queeg
Queeg (v anglickém originále Queeg) je pátá epizoda druhé řady (a celkově jedenáctá) britského kultovního sci-fi seriálu Červený trpaslík.

## Děj epizody
Posádka Červeného trpaslíka byla ohrožena, když neohlášený meteorit narazil do lodě. Holly je zbaven funkce hlavního počítače, protože ohrozil život celé posádky. Nový náhradní počítač jménem Queeg 500 převezme vládu na kosmické lodi a nastane nový režim na lodi. Celá posádka Červeného trpaslíka byla zvyklá nepracovat, jíst, co se jim zlíbí, ale Queeg všechno zakázal a pod podmínkou, že budou všichni pracovat, budou odměněni jídlem. Tento způsob vlády trval několik dnů. Holly chtěl převzít vládu zpět, když by vyhrál šachovou partii proti Queegovi. Holly partii prohrál a když se se zkroušenou posádkou loučil, nakonec řekl, že celou dobu byl Queegem on, aby jej přestali považovat za senilní počítač a začali si jej opět vážit.